# Argeșana
Argeșana Pitești este o companie producătoare de textile din România.
A fost înființată în anul 1969.
În decembrie 2001, compania a fost privatizată, pachetul de 57,123% din acțiuni fiind cumpărat de Asociația Salariaților, contra sumei de 4,68 miliarde lei vechi.
În iunie 2007, Asociația Salariaților, și-a vândut deținerea de 69,3% din pachetul total de acțiuni către compania Magnum Proiectare Imobiliară, parte a grupului austriac Real 4 You, care construiește magazinele MiniMax în România, pentru suma de 6,4 milioane de euro.
Noul proprietar a hotărât să renunțe la producție pentru a se axa pe dezvoltarea unor proiecte pe piața imobiliară.
În anul 2007, Argeșana era cel mai important producător de țesături de lână din România, având peste 90% cotă de piață, fiind de asemenea și unul din producătorii de stofe tip tapițerie auto.
La acel moment, acțiunile companiei se tranzacționau la categoria de bază a Rasdaq, sub simbolul ARGE.
Cifra de afaceri:
- 2006: 10,4 milioane lei[4]
- 2005: 14,5 milioane lei[4]

## Istoric
Argeșana a fost înființată pentru a se crea locuri de muncă femeilor, în condițiile dezvoltării, în acea perioadă, a uzinei Dacia, dar și a Combinatului Petrochimic.
Fabrica de țesături avea două mari piețe de desfacere: Uniunea Sovietică, unde Argeșana îndeplinea rolul de furnizor de țesătură pentru confecțiile exportate de URSS, pe bază de barter, iar cealaltă piață importantă, care ocupa un loc secund ca mărime, era cea a uniformelor școlare din România, unde se înregistra o producție de 2,5 milioane de metri liniari pe an.
Revoluția a însemnat pentru Argeșana pierderea celei mai importante piețe de desfacere - cea a Uniunii Sovietice și a fostei CAER, dar și cea a uniformelor școlare.